# 5929 Монзано
5929 Монзано (5929 Manzano) — астероїд головного поясу, відкритий 14 грудня 1974 року.
Тіссеранів параметр щодо Юпітера — 3,388.